# Авнежская возвышенность
Авнежская возвышенность, или Авнига, целиком расположена в Междуреченском районе Вологодской области, к востоку от Вологды, в части района, ограниченной реками Сухоной, То́лшмой и притоками рек Шуи и Монзы. Со всех сторон окружена безлюдной Присухонской низиной (высота до 118 м), поросшей лесом.

## Геология
Средние высоты: 180—200 м над уровнем моря, преобладающие высоты 170—180 м, максимальная высота 242 м. Является водоразделом между реками Сухоной и Костромой. Находится между Сухонской и Лежской впадинами в пределах триасового плато (нижний триас, индский ярус). Покрыта мощным слоем четвертичных осадков, над ними морена московского ледника и местами микулинские образования, покрытые плащом покровных суглинков и частично глин, имеющим толщину 1,5—2,5 м. Склоны Авниги опускаются на восток и юг более круто, а на север и запад более полого, до отметки в 150 м. Северо-восточные, юго-восточные, северо-западные и западные склоны возвышенности террасированы и имеют абразионные уступы.
Тип рельефа — ледниково-аккумулятивная равнина(увалисто-волнистая, плоская или холмистая), в центральной части встречается камовый рельеф водноледниковой равнины (13 камов на 1970 г.). В полосе, вытянутой с северо-запада на юго-восток рельеф холмистый; к востоку и северо-востоку поверхность выравнивается, холмы исчезают; к югу слабоволнистый рельеф с неглубокими, но обширными понижениями. В доледниковое время рельеф возвышенности, вероятно, был расчленённым. Высочайшая точка Авниги — Святая гора, представлявшая собой кам — была в XX в. срыта, и на её месте образовалось Святое озеро (59°12′54.4″N 40°49′04.1″E).
Почвенный покров Авнигской возвышенности очень неоднороден. В центральной части возвышенности основные почвообразующие породы — покровные и бескарбонатные моренные суглинки, в юго-восточной части идёт интенсивное подзолообразование. Заболачивание происходит только во впадинах рельефа. Для восточных склонов Авниги характерна морена из несортированных пылеватых песков. На склонах возвышенности, обращённых к Присухонской низине, ярко выражена эрозия.

## Водоёмы
Крупнейшие реки — Шейбухта, Шуя, Шингарь и Монза. Реки и ручьи образуют густую сеть в холмистых местах возвышенности, занимая своими долинами понижения между холмами. Большинство ручьёв летом пересыхает. Болота не более 1 % от площади возвышенности.

## Живая природа
Преобладающий тип лесов на Авниге — еловые и мелколиственно-еловые южно-таёжные кисличные с примесью липы, для северной части более характерны берёзово-еловые леса и березняки кислично-черничные и ягодниковые с дубравными видами. Луга на Авниге чернично-дубравнотравяные, материковые мелкозлаковые и злаково-болотнотравяные, занимают 15—20 % территории. Наиболее ценные заливные луга расположены в поймах рек Шейбухты, Шуи и Монзы, но их площадь невелика. Лесистость 55—60 %. Основная часть пахотных земель находится в западной части возвышенности за счёт её хорошей дренированности, но пахотные участки там мелкие из-за сильной изрезанности рельефа. На востоке преобладает лес, а пахотные участки большие, до 35 га.

## Население
На Авнежской возвышенности расположено большинство населённых пунктов Междуреченского района и основная часть его сельскохозяйственных угодий. Городов и посёлков городского типа нет, зато имеется большое количество мелких сельских населённых пунктов.
Крупнейшие населённые пункты:
- село Старое (483 человека)
- село Шейбухта (473)
- деревня Врагово (464)
- деревня Игумницево (415)
- село Спас-Ямщики (349)
- посёлок Пионерский (178)
- деревня Гаврилково (109)
- село Святогорье (99)
- деревня Змейцыно (58)
- село Новое (44)

## Экономика
Лесное хозяйство, мясо-молочное скотоводство, льноводство и зерновое хозяйство. Когда-то было развито садоводство.

## История
Из исторических источников известно, что в средние века на возвышенности располагались две территориальные единицы. С 1453 года известна Авнега — Авнежское княжество, данное великим князем Василием Васильевичем Тёмным вместе с другими землями в удел его пятому сыну князю Андрею Васильевичу Меньшому Вологодскому. Просуществовало, вероятно, до первой четверти шестнадцатого века.
Другая земля — Митрополье — была вотчиной ростовских архиепископов предположительно с 1550 годов.
Во время правления Дмитрия Донского, в 1370 г., на берегу реки Авнежки был основан Троицкий Авнежский монастырь. Одним из его основателей был преподобный Стефан Махрищский, инок Киево-Печерской лавры. Двое других основателей монастыря — его настоятель и келарь Григорий и Кассиан, прославленные впоследствии в лике святых, были убиты в 1392 г. во время нашествия татар и вятчан, монастырь был разрушен. В 1560 г. обитель возобновилась, а в 1764 г. была упразднена. В уделе Авнежских князей был, по-видимому, и другой Троицкий монастырь.

## Достопримечательности
Сохранились несколько старинных церквей, в том числе Николаевская Шиленгская церковь в деревне Гаврилково. На кладбище у деревни Заречье сохранилась колокольня Троицкого Авнежского мужского монастыря. У деревни Дьяконово находится памятник природы «Дьяконовская поляна» со святыми родниками.
В селе Святогорье находится старый парк площадью 0,15 га — памятник садово-паркового искусства.
Могила профессора физиологии Николая Евгеньевича Введенского в деревне Иванищево.

## Карты
- Вологодская область : топографическая карта / ВТУ ГШ (геогр. основа), 439 ЦЭВКФ (сост. и подг. к печати), АСТ-Пресс-Картография (обложка). — 1:200 000, в 1 см 2 км — Состояние местности на 1985—97 гг. — М. : 439 ЦЭВКФ им. В. В. Дунаева, 1998. — С. 95—97. — (Дорожный атлас). — 20 000 экз.